# Стивенс, Фредерик Джордж
Фре́дерик Джордж Сти́венс (англ. Frederic George Stephens) (1828 — 9 марта 1907) — английский литературный критик, художник и искусствовед. Один из двух членов Братства прерафаэлитов, не занимавшихся живописью (рисовал только в начале карьеры, рано разочаровался в собственном таланте).
Карандашный портрет Фредерика (справа) датируется 1853 годом. Написан он Джоном Милле и сейчас принадлежит Национальной портретной галерее в Лондоне.

## Биография
Фредерик Джордж Стивенс родился в 1828 году в Лондоне у Септимуса Стивенса и Анны Стивенс (урожденная Куке). Из-за несчастного случая получил серьёзные физические травмы (какие — не уточняется), поэтому обучался дома, однако затем ему удалось посещать школу в Хэмпстеде. В 1844 году поступил в Королевскую Академию художеств, где познакомился с прерафаэлитами Джоном Милле и Холманом Хантом, в 1848 году вступил в Братство прерафаэлитов и часто позировал для картин своих новых друзей. Вскоре разочаровался в собственных художественных талантах, прекратил рисовать и решил заняться художественной критикой. Стивенс заявлял, что уничтожил все свои картины в 1850, но три из них до сих пор хранятся в галерее Тейт (Лондон): «Предложение руки и сердца» или «Маркиз и Гризельда» (англ. The Proposal или The Marquis and Griselda, около 1850) по «Кентерберийским рассказам» Джефри Чосера, «Смерть короля Артура» (фр. Morte d'Arthur, около 1850—1855) и «Мать и дитя» (англ. Mother and Child, около 1854). Сохранился также карандашный портрет его матери Анны (1850).
Его задачей было осуществлять связь между бунтарями-прерафаэлитами и общественностью, он объяснял публике задачи Братства. После того, как Фредерик отошёл от занятий живописью, он стал критиком и искусствоведом. Позже — худ.редактором журнала Атенеум, при этом внештатно работая и для других периодических изданий об истории искусств, включая Художественный Журнал и «Портфель». Писал он так же и для изданий на континенте и в Штатах. Его вклады в журнал Братства Росток были сделаны под псевдонимами Лора Сэвэдж и Джон Сьюардом. В это время он был в большой степени под влиянием Данте Габриэля Россетти, которому позволил писать обзоры под собственным именем.